# Åttastråliga koralldjur
Åttastråliga koralldjur (Octocorallia) är en underklass av koralldjur inom stammen nässeldjur. Underklassen omfattar hornkoraller, läderkoraller och mjukkoraller, samt orgelkorall, blåkoraller och sjöpennor. Underklassen kan också kallas åttaarmade koralldjur. Kännetecknande för underklassen är att polyperna har åtta tentakler.
Indelningen i ordningar inom underklassen har varierat. Vanligen erkänns idag tre ordningar:
- Alcyonacea - hornkoraller, mjukkoraller, läderkoraller, orgelkorall. Det svenska namnet på ordningen är hornkoraller.[2]
- Helioporacea - blåkoraller
- Pennatulacea - sjöpennor

De tidigare ordningarna Gorgonacea, Telestacea och Stolonifera räknas nu vanligen in under Alcyonacea.

## Bildgalleri

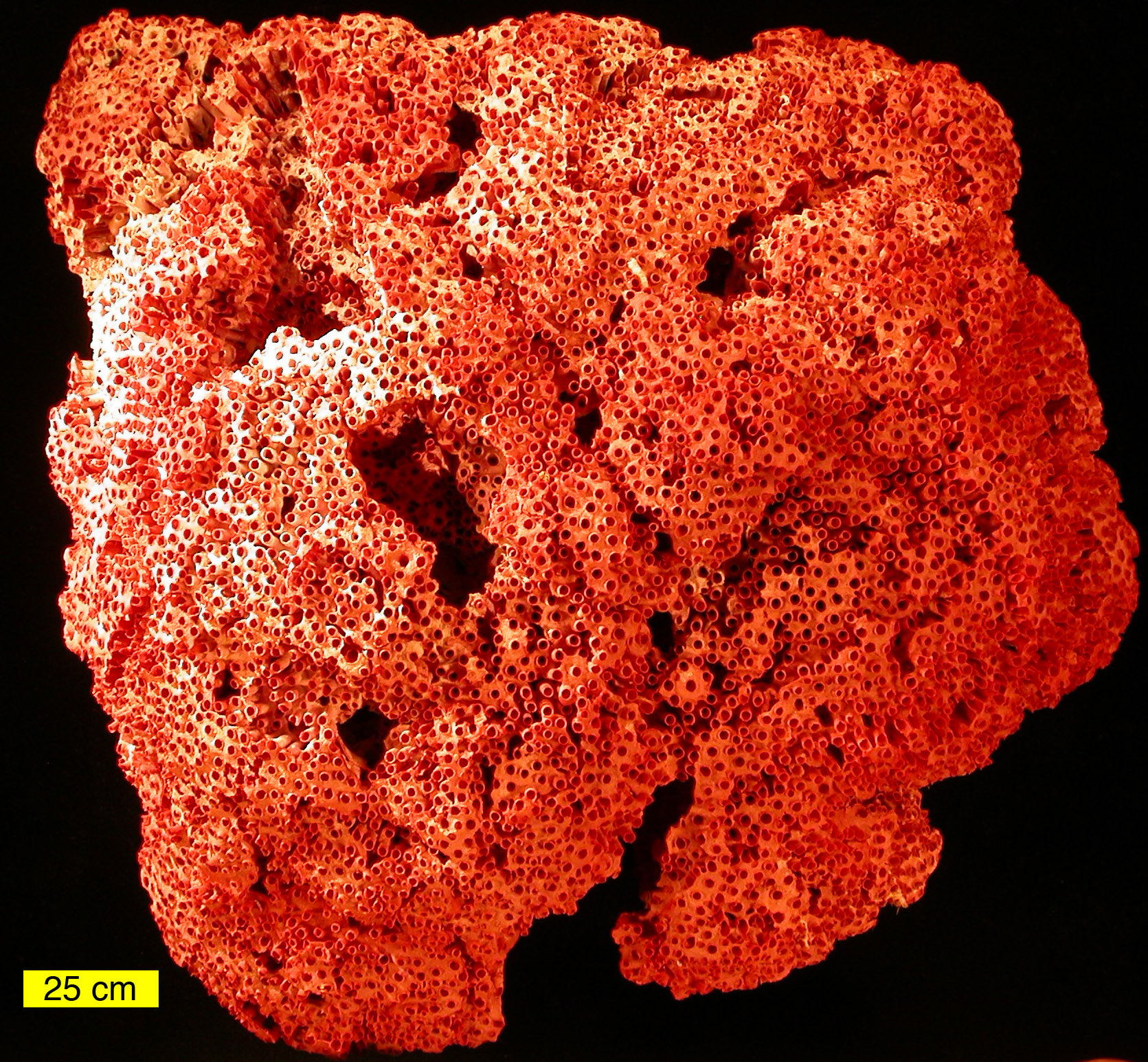
Skelett av orgelkorall.
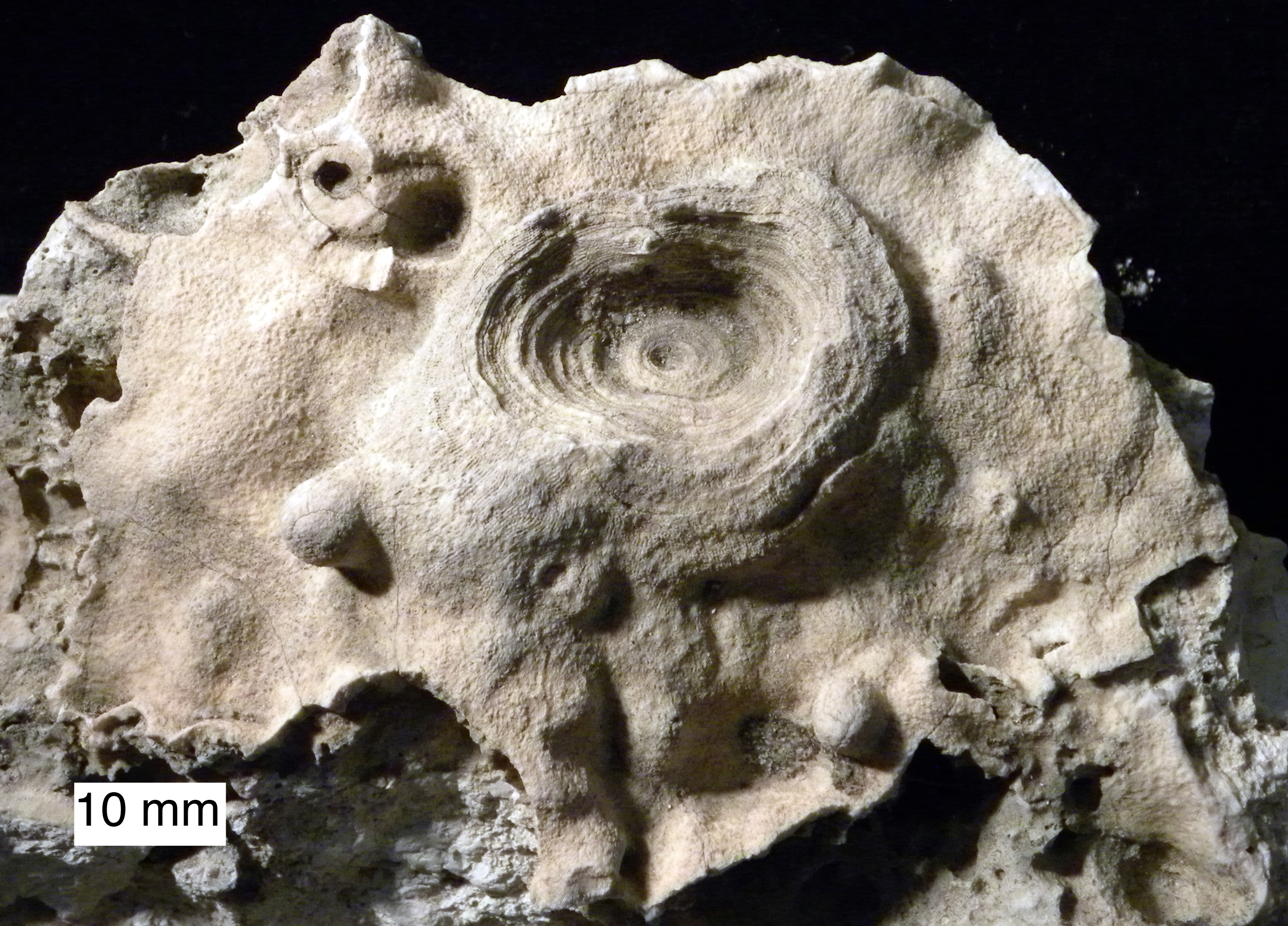
Fossil av fäste för en korallkoloni inom Octocorallia.
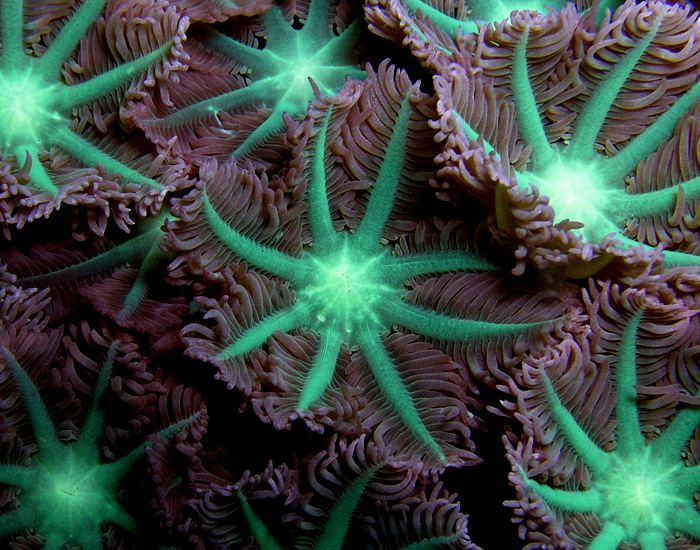
Polyper av Clavularia med åtta tentakler.
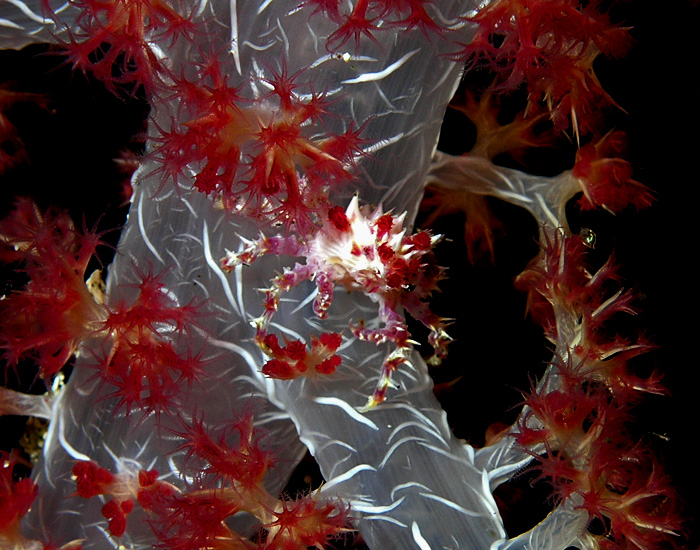
Nephtheidae med stödjande skleriter i stammen.
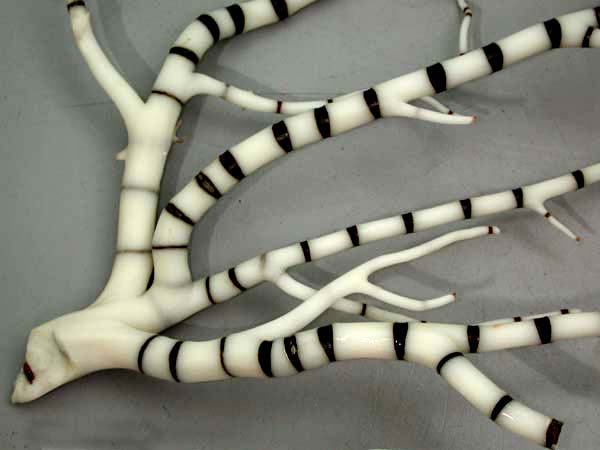
Skelett av en bambukorall.
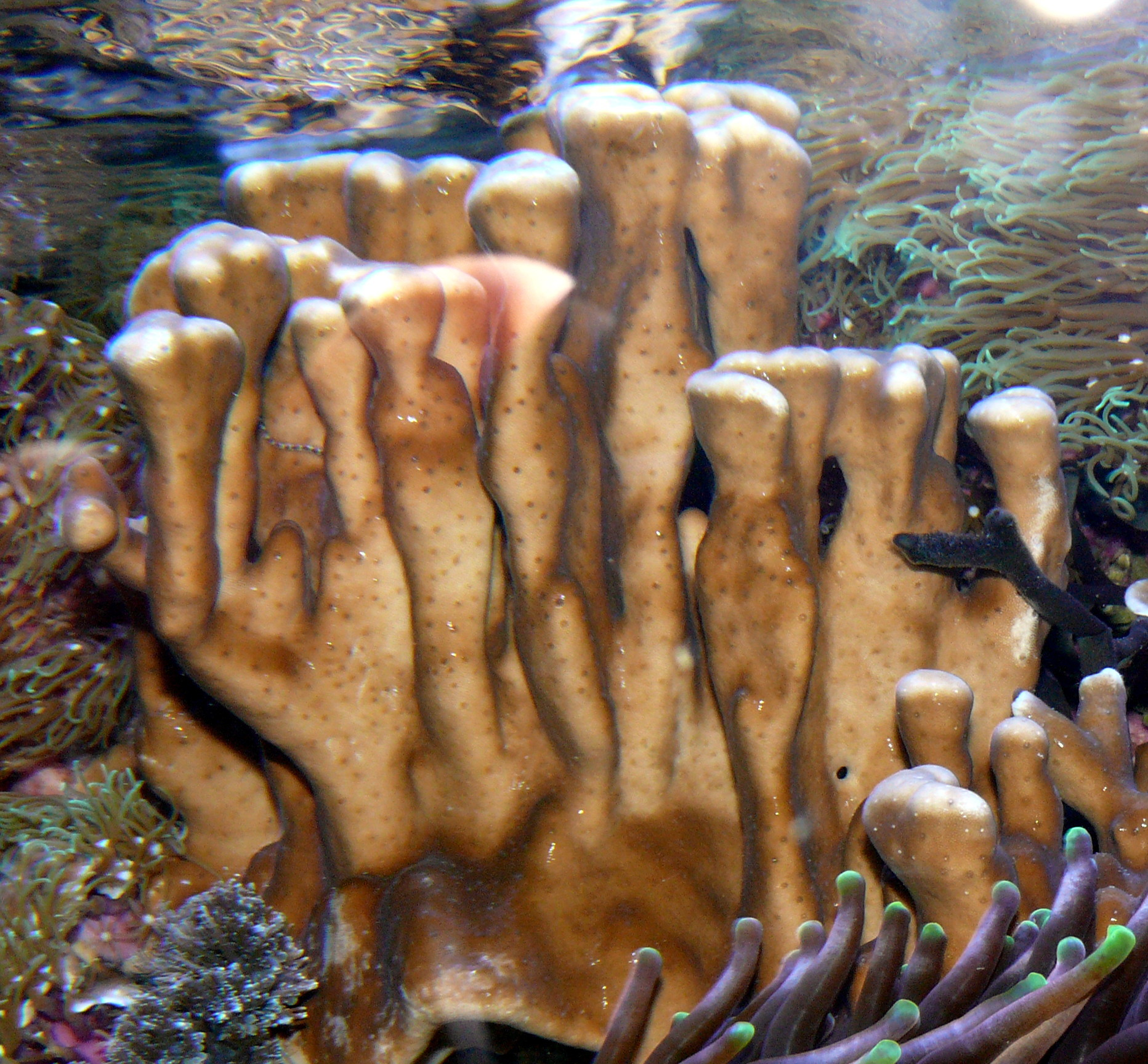
Koloni av blåkorallen Heliopora coerulea.
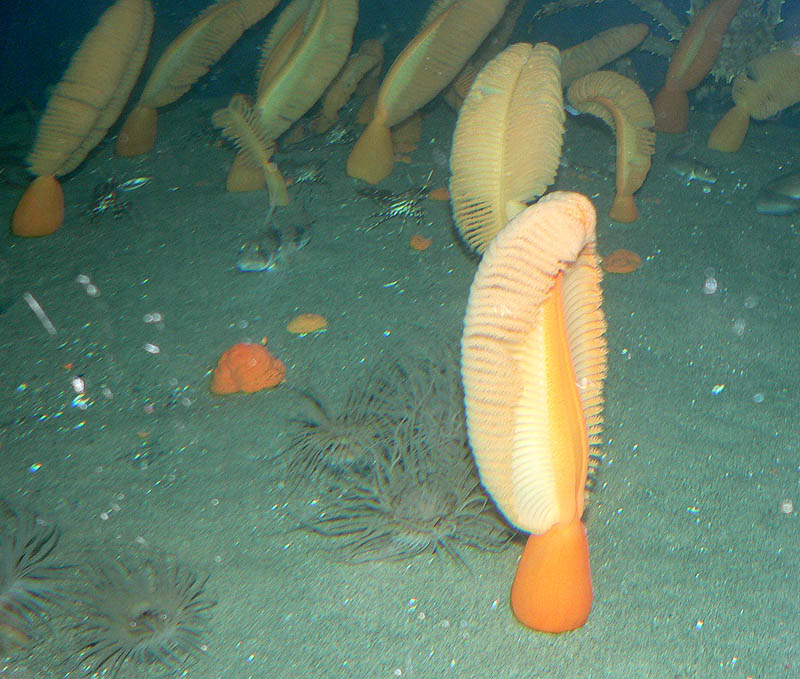
Sjöpennor av arten Ptilosarcus gurneyi.